# 冒険野郎マクガイバー
『冒険野郎マクガイバー』（ぼうけんやろうマクガイバー、原題：MacGyver）は、パラマウント製作のアクション/アドベンチャードラマである。

## 概要
世界中の悪と戦う「フェニックス財団」のトップエージェントであるマクガイバー。彼の最大の特技は陥った危機を手近な材料と豊富な科学知識の応用で切り抜け、数々の事件を解決する。マクガイバーが劇中使用していたスイス・アーミーナイフは本作で人気となり、日本では一躍ヒット商品となった。

## シリーズごとの流れ
シーズン1ではフェニックス財団は存在せず、終結間際ではあったがまだ継続していた冷戦時代を背景に、マクガイバーはアメリカの諜報機関DXSのエージェントとして、東欧諸国で諜報活動を行なうといったものであった。シーズン2以降は、冷戦の終結を背景に、マクガイバーはフェニックス財団のフリーエージェントという設定となり、アメリカ国内で犯罪組織などを相手にすることが多くなる。
さらに後半のシリーズに行くにつれて、マクガイバーはフェニックス財団とは関係なく活動することが多くなる。これは、フェニックス財団運営本部長のピーター・ソーントンを演じるダナ・エルカーが、緑内障を患って視力が低下し、俳優活動が困難になったことが大きな原因である。そのためピーター・ソーントンも緑内障を患ったという設定が物語中に登場した。

## 放送期間
- アメリカ：1985年9月から1992年5月。
- 日本では1988年に「火曜ロードショー」枠で2話ずつ6回放送された。その後、出演者の逮捕で打ち切りになった「疑惑の家族」の穴埋めのために「水曜ドラマ」で放送。1991年7月から深夜に毎週1話ずつ放送された。1995年10月からは他の番組が終了したため、毎週2話ずつに繰り上げられ放送され、シーズン7を最後に1995年年末に放送終了した。
- 関西圏では朝日放送が主幹局となっていた。毎週月曜日の深夜2時以降の放送時間帯の上、関西ローカル番組が隔週入っていたため、その隙間を埋める形で、月平均2回ほどの放送で推移していた。その為、TBS放送からおよそ12か月以上遅れてネットされていたが、シーズン7を最後に1997年9月末頃に放送終了した。
- サンテレビで地上波再放送を行っていた。1999年4月から6月までの毎週水曜日。全12話。話数の順番はTBSテレビや朝日放送で本放送された順番での放送となっていた。
- 2015年～2018年にかけてFOXクラシックでシーズン1・2が放送された。

## 登場人物

### レギュラー
アンガス・マクガイバー (Angus MacGyver)
演：リチャード・ディーン・アンダーソン、吹替：石丸博也
本編の主人公。アイスホッケーが特技で、プロ選手を目指していたがケガで選手生命を断たれる（演じたアンダーソン自身の経験に基づく）。ベトナム戦争に従軍し、爆発物処理班に所属していた。またレーサーだったこともある。タクシーの運転手として働いていたところ偶然ピーターと出会い、彼を助けたことから2人の親交が始まる。ファースト・ネームを嫌って絶対に明かそうとせず（第133話「聖戦士伝説」で明かされた）、友人からはマックと呼ばれている。物理学、化学、工学を始めとした非常に幅広い科学的知識を誇り、「アーミーナイフとダクトテープと機転があれば何でも出来る」とどんな困難な場面も乗り切る精神力を持っている。エージェントとして世界中の悪と対決しながら数々の修羅場を潜り抜けてきてはいるが、基本的には暴力否定主義である。銃器が嫌いで、劇中で身の安全などで銃を奪ったときには、あたかも汚い物を扱うようにつまんで捨てるのが常（アンダーソン本人が、当時、米国の銃反対のCMに出演していたりもした）である。また、銃で撃たれても弾が当たることはまれで、当たったとしても致命傷になることは無い。
好奇心旺盛で詮索好きな性格。困った人を見ると助けずにはいられないお人好しな性分で、余計なトラブルに巻き込まれることも多いが、その誠実な人柄でマックを慕う人々は全世界に点在する。
幼いころ、両親を交通事故で亡くし、ハリーじいさん（#ハリー・ジャクソン）のもとで育てられる。ストーリーにハリーが出るときは必ず尊敬を含めた意味で敬語をつかう。日ごろ使う知恵はハリーに教わったものである。
西部劇のビデオをコレクションしていて、よく寝ころびながら鑑賞しているが鑑賞中に寝てしまうと西部開拓時代の夢を見ることがある。
ピーター・ソーントン
演：ダナ・エルカー、吹替：宮川洋一 / 上田敏也
マクガイバーの上司で親友でもある。恰幅がよく戦闘力は低めでマクガイバーの足を引っ張ることも多いが、要所でマクガイバーのピンチを救うなどマックと固い信頼関係で結ばれている。マックのように自ら現場で活躍することは少ないが、彼の能力や人柄を人一倍理解する一方でフェニックス財団の要人として組織の内外からの信頼も厚く、その地位により彼らを説得しマックへの理解・協力を求めるなどのサポートには骨身を惜しまない。後に緑内障を患ってしまった。

### セミ・レギュラー
ジャック・ダルトン
演：ブルース・マッギル、吹替：内海賢二
マクガイバーの悪友。パイロット。マクガイバーをいつも自分の事件に巻き込む。ある回から、マクガイバーの留守中に自宅の家財道具をすべて持ち去るという暴挙にでて、「家財道具の命がおしくば、○○まで来い」とマクガイバーを巻き込む。しかも1度や2度ではない。
ペニー・パーカー
演：テリー・ハッチャー、吹替：岡本麻弥 / 神代知衣
ある事件で知り合ったマクガイバーの友人。マクガイバーに多少の好意をもつ。歌が下手。
ハリー・ジャクソン
演：ジョン・アンダーソン、吹替：納谷悟朗 / 千葉耕市
マクガイバーの母方の祖父。マックのことを「ぼうず」とぶっきらぼうに呼ぶ頑固オヤジ。数々のサバイバルの知識で危機を切り抜ける手腕を持ち、孫のマクガイバーに受け継がれた。
シーズン終盤で心臓疾患で亡くなってしまう。しかし、死亡後も夢の中で出てきた際に、マクガイバーを励ます場面があるなど存在感を見せていた。
マードック
演：マイケル・デ・バレス、吹替：千田光男 / 原康義
Homicide International Trust (HIT/国際殺人結社)に所属する一流の殺し屋。ピーターがDXS時代から追いかけ、その事件の巻き添えを食って以来マクガイバーを執拗に追いかけるようになる。変装の達人。殺しの瞬間を撮影する奇癖がある。毎回死んでいるような描写でマクガイバーに敗退するが、必ず再登場する。登場回数が増すにつれキャラクターにも深みが増し、時にマクガイバーと共闘するなど妙な関係になった。またトータルでの128話の最後の電話シーンではマードックは生きていたが、その後のストーリーには登場しなかった。
マードックを演じるマイケル・デ・バレスは、ロックバンドであるシルヴァーヘッドのヴォーカルを担当している。

## スタッフ
- 製作総指揮：ヘンリー・ウィンクラー、ジョン・リッチ
- 主な吹替演出：小山悟、蕨南勝之、川合茂美
- 主な字幕翻訳：岸田恵子、野口尊子、尾形由美、山野井佳苗
- 主な吹替翻訳：平田勝茂、上妻冬子
- 吹替追加収録部分演出：加藤敏
- 吹替追加収録部分翻訳：埜畑みづき
- 日本語版調整：小野敦志、高橋昭雄

## 続編
アメリカでは1994年にテレビ映画として2本放送。

## エピソード
参照：冒険野郎マクガイバーのエピソード一覧

## 関連作品
ヤング・マクガイバー
マクガイバーの甥であるクレイ・マクガイバーを主人公としたヤング・マクガイバー（Young MacGyver）というテレビシリーズ作品の制作が2002年に発表されたが、実現する前に制作中止となった。パイロットフィルムだけは制作されており、クレイ・マクガイバーをジャレッド・パダレッキが演じている。
MACGYVER/マクガイバー
【リブート版(2016年)】マクガイバーの特徴である銃を持たないで身近な物で様々な危機を脱するコンセプトはそのままだが、彼のサポート役に親友のジャック・ダルトンと天才ハッカーのライリー・デイヴィス、ルームメイトで友人のウィルトン・ボーザー、上司の本部長にパトリシア・ソーントン（第13話からはマティ・ウェバー）と共にチームで事件を解決する内容のMACGYVER/マクガイバーがアメリカCBSテレビで2016年9月23日からスタートし、アンガス・マクガイバーにはルーカス・ティルが新たにキャスティングされて放送されていた。日本では以前に1985年のシリーズも再放送されていたスーパー!ドラマTVで2017年6月14日から放送されている。シーズン2第11話にオリジナル版でのジャック・ダルトン役のブルース・マッギルがゲスト出演している。2021年4月30日を以て終了。全5シーズン、94話。
マクグルーバー
アメリカのコメディ番組サタデー・ナイト・ライブで30本作成されたスケッチ。本作のパロディで、内容はウィル・フォルテ演じるマクグルーバーが仲間と共に時限爆弾のある部屋に閉じ込められるところからスタートする。マクグルーバーがマクガイバーの様に身の回りの物を使って爆弾を解除しようとするものの、様々な「個人的な問題」に気を取られて結局爆発するという1本が1分半程の作品。30本中3本にはマクガイバーを演じたアンダーソンがマクガイバー役で出演している。
2011年には同名で映画化もされている。

## 放送局
- CBS（アメリカ）（新作および再放送）
- USAネットワーク（再放送）
- TBSテレビ
- 朝日放送（関西圏）
- 山陽放送
- スーパーチャンネル(現・スーパー!ドラマTV)